# Cititorul din peșteră

Cititorul din peșteră, sau Călătorie într-o lume neobișnuită, cum mai este cunoscut, este un microroman scris de Rui Zink, apărut în anul 2006, cu prilejul Zilei Mondiale a Lecturii. Povestea este spusă cu umor și fără ostentație moralizatoare. În 2010 a apărut la Lisabona o a doua ediție a cărții, adăugită, care face obiectul traducerii ediției lansate în 2006.
În centrul acțiunii se află un adolescent în derivă, care, fugind de „garda regală”, pleacă într-o călătorie în căutarea unui animal mitic și fabulos, Anibalector.
Romanul este structurat în 3 capitole: „Călătoria”, „Insula” și „Întoarcerea”. 
În primul capitol este prezentată povestea care se petrece în trecut, cu 30 de ani în urmă, în momentul în care mariajul părințiilor băiatului din rolul principal se încheie. În acest capitol cititorul va afla ce urmări a avut asupra copilului divorțul părinților, dar și cum acesta a reușit să fugă, să se ascundă într-un loc înconjurat de marinari, care aveau o misiune importantă dar și aproape imposibilă de realizat. Copilul fugar își câștigă dreptul în fața lor de a citi o hartă care îi va dezvălui acestuia adevărul despre misiunea lor.
În capitolul 2 al cărții, protagonistul se trezește într-o peșteră pe o insulă misterioasă, înconjurat de oase și cărți, în acel moment tânărul vede o arătare imensă, de care acesta, inițial, se sperie, apoi îl recunoaște ca fiind Anibalector, creatura pe care marinarii doreau să îl prindă. Anibalector putea fi asemănat cu o gorilă, acesta se amuza de spaima tânărului, însă cei doi reușesc să poarte un dialog simpatic, amuzant și educativ. Cei doi ajung să se împrietenească, iar Anibalector, fiind pasionat de citit, îl stimulează și motivează pe băiat să citească cât mai mult. În cele din urmă, ambii citesc și discută despre cărțile citite. 
Marinarii vor încerca să întindă o capcană lui Anibalector pentru a-l prinde, ceea ce, în cele din urmă, aceștia reușesc.
În ultimul capitol, marinarii îl duc pe Anibalector la o grădină zoologică, unde îl închid. Anibalector își va pierde strălucirea și pofta de viață, refuzând să facă orice, inclusiv să mai vorbească cu prietenul său, nici măcar în fața propriei plăceri, cititul, nu mai reacționa în niciun fel. Băiatul îl salvează pe Anibalector și îl eliberează, în cele din urmă, aceștia sunt nevoiți să se despartă, copilul fiind conștient că nu poate pleca cu el, acesta rămâne trist pentru că știe că va fi pedepsit pentru fapta sa și pentru despărțirea de prietenul care l-a învățat să iubească cărțile.
Personajele principale sunt băiatul protagonist, animalul mitic Anibalector, dar și marinarii au un rol important în acțiunea romanului. De asemenea, un rol secundar sau sporadic îl au părinții băiatului.